# Comunità montana del Friuli Occidentale
La Comunità montana del Friuli Occidentale era una Comunità montana che comprendeva tutti i 27 comuni montani della provincia di Pordenone. La sede centrale era a Barcis; un'altra sede operativa si trovava a Meduno. Scopo dell'ente era la valorizzazione umana, sociale ed economica della comunità. Gli organi dell'ente erano il presidente, la giunta ed il consiglio.
La comunità montana è stata soppressa il 1º agosto 2016 in attuazione della Legge regionale n. 26 del 2014 e delle modifiche apportate con la Legge regionale n. 10 del 2016, riguardanti il riordino degli enti locali. Le sue funzioni sono state prese in carico dalle rispettive UTI (Unioni Territoriali Intercomunali).

## Elenco dei comuni

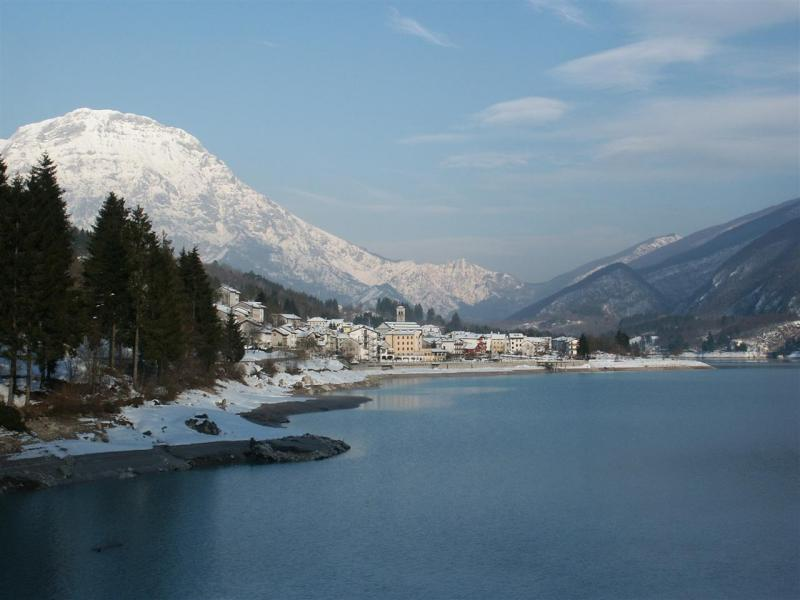
Barcis, capoluogo della Comunità montana

- Andreis
- Arba
- Aviano
- Barcis
- Budoia
- Caneva
- Castelnovo del Friuli
- Cavasso Nuovo
- Cimolais
- Claut
- Clauzetto
- Erto e Casso
- Fanna
- Frisanco
- Maniago
- Meduno
- Montereale Valcellina
- Pinzano al Tagliamento
- Polcenigo
- Sequals
- Spilimbergo
- Tramonti di Sopra
- Tramonti di Sotto
- Travesio
- Vajont
- Vito d'Asio
- Vivaro

## Attrattive turistiche
All'interno della comunità montana, si trovavano numerose attrattive e località turistiche del Friuli occidentale, che erano:
- Piancavallo, località sciistica internazionale in comune di Aviano, "Aviano Folk Festival", parapendio
- Val Cosa: speleologia, parapendio, palestra di roccia, acqua "Pradis", museo, Sentiero della Battaglia, grotte e orrido a Pradis di Clauzetto, Castelnovo del Friuli (palestra del Cuargnul)
- Val Colvera: Frisanco (museo, Poffabro)
- la città di Maniago: distretto del coltello, duomo, museo
- la pedemontana e l'area dell'Alto Livenza: l'altopiano del Cansiglio, Caneva (Bosco del Cansiglio, museo, Figo Moro), Polcenigo (sorgenti del fiume Livenza, il Gorgazzo; Parco naturalistico San Floriano, museo), Budoia (palestra di roccia)
- l'area dei Magredi: Sequals(frutta e vini, villa Carnera, musei di Lestans), Cavasso Nuovo (museo provinciale), Vivaro (Consorzio turistico "Valli Pordenonesi", museo archeologico di Tesis)
- Valcellina: Montereale Valcellina (musei, centro culturale), Andreis(area avifaunistica, museo, palestra di roccia), Barcis (lago, ecomuseo "Lis Aganis", scuola d'ambiente), Claut (Consorzio turistico "Alta Valcellina", museo, Triassic Park, bouldering Lesis, ice-land) e Cimolais (località sciistiche, parco faunistico a Pinedo), Foresta Regionale del Prescudin, Riserva Naturale della Forra del Cellina, la peta o petuccia
- Valle del Vajont: lago del Vajont, Erto e Casso (museo, palestra di roccia)
- la città di Spilimbergo: Scuola mosaicisti del Friuli (mosaico e terrazzo), duomo, castello, "Folkest", "Antichi sapori"
- Val d'Arzino: fonti solforose di Anduins, castello Ceconi di Pielungo in comune di Vito d'Asio, Pinzano al Tagliamento (vini, mulino di Borgo Ampiano), formaggi salato, di malga, dal cit, pecorino, caprino, miele.
- Val Tramontina-Val Meduna : i 3 grandi laghi dei Tramonti, di Cà Selva e di Cà Zul, "Bus di Castigù" (speleologia) e l'antico mulino di Campone, i borghi di Pàlcoda, Tàmar e San Vincenzo in comune di Tramonti di Sotto, il parapendio sul Monte Valinis a Meduno, la Casa Andreuzzi e museo a Navarons di Meduno, torrentismo, camminate con le ciaspole, la pitina, i formaggi salato, di malga, dal cit, pecorino, caprino
- Parco naturale delle Dolomiti friulane (Patrimonio dell'umanità UNESCO)
- Val Cimoliana: campanile della Val Montanaia, piccolo lago di Meluzzo
- Val Settimana

Erano inoltre presenti
- Campeggi: "San Francesco" in Ribe di Barcis, "Bresin" in Val Cimoliana di Cimolais, "La Luna sul Raut" in Colvorona di Frisanco, "Val Tramontina" in Sottoriva di Tramonti di Sotto, "Gelindo" in Vivaro
- Aree campeggio per scout e gruppi giovanili
- Aree camper
- Ostello della Gioventù loc. Paludea in comune di Castelnovo del Friuli
- Rifugi alpini
- Foresterie
- Alberghi Diffusi: "Balcone sul Friuli" di Clauzetto, "Valcellina e Val Vajont" di Claut
- Case e appartamenti per ferie
- Centri soggiorni e colonie
- Bed & Breakfast B&B
- Affittacamere
- Agriturismi con alloggio
- Alberghi, hotels e residenze turistiche
- Aree pic nic
- Ristoranti, agriturismi con ristorazione fredda/calda, pizzerie, locande, osterie, trattorie, snack bar, caffetterie, bar, pub, enoteche e birrerie, con enogastronomia tradizionale friulana, italiana e estera
- Night clubs e discoteche
- Agenzia turistica per l'affitto di case vacanza (Val d'Arzino)

Informazioni turistiche in Spilimbergo, Maniago, Toppo di Travesio, Piancavallo di Aviano, Barcis e Anduins.